# Picún Leufú
Picún Leufú ist die Hauptstadt des gleichnamigen Departamento Picún Leufú in der Provinz Neuquén im Südwesten Argentiniens. Picún Leufú befindet sich etwas auf halbem Wege zwischen Neuquén und San Carlos de Bariloche über die Ruta Nacional 237. Der Ort gehört in der Klassifikation der Gemeinden der Provinz Neuquén zu den Gemeinden der 2. Kategorie. 

## Geschichte
Picún Leufú leitet sich aus der Mapudungun-Sprache der Mapuche ab. Picún bedeutet Norden und Leufú Fluss, der gesamte Ortsname also Fluss des Nordens.
Der Ort wurde durch das Dekret No. 79.488 am 12. September 1971 gegründet.